# في إتش 1 (قناة تلفزيونية أوروبية)
في إتش 1 (يشار إليها باسم في إتش 1 أوروبا) (بالإنجليزية: VH1 Eroupe)‏ كانت قناة تلفزيونية موسيقية أوروبية مملوكة لشركة شبكات فاياكوم سي بي إس أوروبا، الشرق الأوسط، أفريقيا، آسيا. تعرض القناة مجموعة متنوعة من البرامج الموسيقية على أساس يومي أو أسبوعي، ومختلف برامج في إتش 1 الموسيقية الأصلية. كانت قناة في إتش 1 أوروبا في عام 2013 هي القناة الموسيقية الرئيسية الوحيدة في أوروبا الغربية التي لا تزال تبث بنسبة 4:3 بينما كان الآخرون يبثون في 16:9. منذ 28 مايو 2014، بدأت في إتش 1 في 16:9.
في 7 أكتوبر 2020 الساعة 13:28 بتوقيت وسط أوروبا، غيرت في إتش 1 أوروبا رسوماتها على الشاشة إلى الرسومات التي تستخدمها في إتش 1 إيطاليا منذ عام 2018. الشعار الجديد هو «غني بصوت عال».
أيضًا، منذ تغيير العلامة التجارية، أصبحت معلومات اسم الفنان والأغنية متاحة الآن لمعظم مدة الأغنية، بدلاً من البداية والنهاية فقط.

## برامج
تختلف هذه النسخة الأوروبية من في إتش تمامًا عن نظيرتها الأمريكية، حيث أنها لم تتوقف أبدًا عن كونها قناة موسيقية مناسبة، حيث تقوم بتشغيل مجموعة متنوعة من البرامج الموسيقية على أساس يومي أو أسبوعي. تغطي في إتش 1 أوروبا العديد من أنماط الموسيقى من خلال مجموعة شاملة من مقاطع الفيديو الموسيقية التي تتراوح من السبعينيات إلى اليوم، وذلك باستخدام مكتبة فيديوهات الموسيقى لشبكات إم تي في أوروبا ومقرها لندن. في الفترة 1995–1999 ومنذ 2014، كان هناك شعار في إتش 1 الأمريكي 1984–1987 و 2011–2020.

### برامج معتادة على في إتش 1
قبل 31 أغسطس 2020، بثت القناة البرامج التالية:
- في إتش 1 شفل
- هيتس دونت لاي
- تخمين العام (1980. - 2009.)
- توب 10 في إتش 1 لهذا الأسبوع
- نحن نحب: 00s (عقد 2000)
- نحن نحب: 10s (عقد 2010)
- آرتيست: ذا هيتس
- أفضل 50

بعد التاريخ المذكور، تم تعديل الجدول الزمني لأغاني البث من عام 2000 فصاعدًا:
- أغاني القرن
- فئة 2000-2019
- نحن نحب: 00s
- تخمين العام
- آرتيست: ذا هيتس (مع موسيقيين جدد)
- أفضل 50
- شفل
- هيتس دونت لاي
- إرجاع: 2000

## التوفر
تبث في إتش 1 من مقر شبكات إم تي في أوروبا في كامدن تاون (لندن، المملكة المتحدة) إلى أوروبا، باستثناء سان مارينو، وتغطي أيضًا منطقة الشرق الأوسط وأفريقيا. منذ 1 يونيو 2010، أصبح متاحًا رسميًا في روسيا أيضًا ، لتحل محل الإصدار المحلي السابق في إتش 1 روسيا. في 1 أكتوبر 2012، حصلت صربيا وسلوفينيا وكرواتيا ومونتينيغرو ومقدونيا والبوسنة والهرسك على نسختها الإقليمية من في إتش 1، في إتش 1 أدريا، والتي حلت محل الأوروبية حتى 1 فبراير 2015 الساعة 6 صباحًا بتوقيت وسط أوروبا، عندما تم استبدالها مرة أخرى بـ في إتش 1 أوروبا. في 1 فبراير 2017، تم استبدال برمجة في إتش 1 بولندا ببرمجة في إتش 1 أوروبا ، ثم في 3 مارس 2020، تم استبدال في إتش 1 بولندا بـ في إتش 1 أوروبا.
في إتش 1 متوفرة في كل منصة رقمية تقريبًا في المجالات المذكورة أعلاه. تغطي في إتش 1 دولًا من أوروبا والشرق الأوسط وأمريكا اللاتينية وأفريقيا.

## شعارات

الشعار الأول (1995-1999)
الشعار الثاني (1999-2003)
الشعار الثالث (2003-2014)
الشعار الرابع (2014-2020)
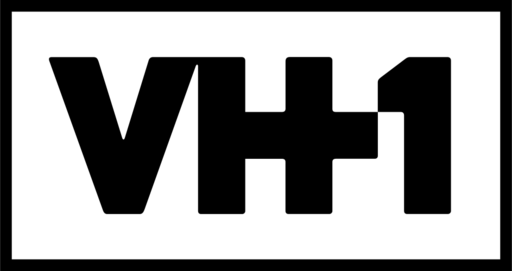
الشعار الحالي (2020-حتى الآن)

## روابط خارجية
- في إتش 1 أوروبا - عرض تقديمي، لقطات شاشة
- دليل التلفاز